# Morley (Alberta)
Pour les articles homonymes, voir Morley.
Morley est une localité amérindienne située sur la réserve indienne de Stoney 142-143-144 (en) dans le Sud de l'Alberta au Canada. Elle est située le long du chemin de fer du Canadien Pacifique entre la route Transcanadienne et la rivière Bow en amont de lac Ghost.

## Annexe